# Tapló télapó
A Tapló télapó (eredeti cím: Bad Santa) egy 2003-as, karácsonyi témájú amerikai bűnügyi vígjáték, melyet Terry Zwigoff rendezett, forgatókönyvírói Glenn Ficarra és John Requa, producerei pedig Sarah Aubrey, John Cameron és Bob Weinstein.
Egyesült Államokban 2003. november 26-án mutatták be, míg Magyarországon 2004. december 2-án.
A főszerepben Billy Bob Thornton, Tony Cox, Brett Kelly, Lauren Graham, Bernie Mac és John Ritter láthatóak.

## Történet
Willie minden évben áruházi Mikulásnak öltözik. A piros köpeny alatt azonban valójában egy kasszafúró bújik meg, aki mindig karácsony estére időzíti a nagy fogását. Amikor a vásárlók hazamennek a bevásárló központból, a Mikulás és bűntársa, a találékony és ügyes Manó – a törpe növésű Marcus – feltörik az áruház széfjét, és odébb állnak a zsákmánnyal. A Mikulás és társa ez évi akcióját azonban veszély fenyegeti az idegesítő üzletvezető, a bolti detektív, a szexis Mikulás-rajongó és az ártatlan, de szándékaiban eltökélt nyolcéves kis srác személyében.

## Cselekmény
Az iszákos Willie minden decemberben egy nagyvárosi áruházi mikulásnak öltözik, hogy aztán törpe segédjével, Marcussal kirabolják azt. A mostani rablásukat Milwaukee-ban követik el, aztán eltűnnek. Azonban már Willie nem a régi, ezért ki akar szállni. A pénzből pedig elmegy Miamibe, ahol ugyanúgy folytatja az ivást és a kisebb betöréseket. Decemberben Marcus ismét melózni hívja Phoenix-be, amire igent mond. Ott is mindig részegen kezdi a munkát, de egy nap megérkezik Thurman Merman, a kövér gyerek, aki folyton kérdezgeti a télapót. Munka után a szokásához híven egy bárba megy, ahol találkozik a leendő barátnőjével, Sue-val ,akivel hamar megkedvelik egymást. A kölyök közben végig rá várt, akit a télapó aztán hazavisz. A fiúról kiderül, hogy csak a nagymamájával él, ezért Willie simán kirabolja őket. Másnap odaköltözik hozzájuk, akik tényleg azt hiszik, hogy ő a télapó. Ezen viszont összevesznek Marcusszal, mert szerinte a kölyök le fogja őket buktatni. A plázában a biztonsági szoba és a riasztó megfigyelése után Gin, a biztonsági főnök elmondja nekik, hogy tud a rablásról, és kéri majd a pénz felét. Cserébe ő nem szól a főnöknek Willie viselkedéséről, aki éppen aznap próbál öngyilkos lenni a kölyök házában, aki nem jön rá, hogy mi folyik éppen. De aztán kiderül  hogy néhány gyerek bántani szokta őt, mire Willie megveri őket, és megpróbálja verekedni tanítani Thurmant.  Ezután Marcus és barátnője, Lois kifigyelik, merre megy haza Gin, majd elgázolják, hogy ne kelljen neki odaadniuk a pénz felét. Karácsony este e kirabolják az áruházat, de Marcus fegyvert fog Williere, mert magának akarja az egész zsákmányt. Már majdnem lelövi, amikor egy csapat rendőr előugrik, és mindenki elmenekül. A télapó lop gyorsan egy ajándékot Thurmannek, de a zsaruk üldözőbe veszik, végül a ház előtt elkapják. Willie azonban kicselezi a rendőrséget, így nem csukják le, Marcust viszont igen. A kölyök megkapja az ajándékot, amin rajta Willie vére, de az ő ajándékán is rajta volt a fiúé. Végezetül Sue odaköltözik Thurmanhez, amíg az apja haza nem jön a börtönből.

## Szereplők
| Színész            | Szerep                | Magyar hang      |
| ------------------ | --------------------- | ---------------- |
| Billy Bob Thornton | Willie Soke           | Jakab Csaba      |
| Tony Cox           | Marcus Skidmore       | Fesztbaum Béla   |
| Brett Kelly        | Thurman Merman/Kölyök | Morvai Bence     |
| Lauren Graham      | Sue                   | Udvarias Anna    |
| Bernie Mac         | Gin                   | Bácskai János    |
| John Ritter        | Bob Chipeska          | Sebestyén András |
| Lauren Tom         | Lois                  | Törtei Tünde     |
| Octavia Spencer    | Opál                  | Makay Andrea     |
| Ajay Naidu         | Hindusztáni törpe     | ?                |

## Értékelés
A film a PORT.hu-n 239 szavazatból 7,8-as értékelést kapott, IMDb-n 126 248 szavazat alapján 7,1-et, a Rotten Tomatoes-on 78%-ot ért el, ami 213 szavazaton alapul.

## Törölt jelenetek
Néhány jelenetet töröltek a filmből, amiket csak DVD-n vagy a következő linkeken lehet megnézni.
- https://www.youtube.com/watch?v=vvwuA-Bxi5E
- https://www.youtube.com/watch?v=5VJBDqsa9yE

## Érdekességek
- Ez volt John Ritter utolsó filmje, mielőtt meghalt 2003. szeptember 11-én.
- Az eredeti filmből több jelenetet is kivágtak, például amikor Willie a mikulásképző iskolában tanul.
- A filmben a "fuck" és a "shit" káromkodások hangzanak el a legtöbbet, összesen majdnem 300 szitokszó hallható.
- Hivatalosan a film 91 perces, a mozikban és DVD-n 99 perc a játékidő.

## Folytatás
2015. október 29-én bejelentették a folytatást, melyben november 19-én Kathy Bates, Tony Cox és Brett Kelly is elvállalta a szereplést. A filmet 2016. november 24-én mutatták be Magyarországon.